# Летц, Джо
Джо Летц (англ. Joseph James Letz) — американский музыкант и диджей, бывший барабанщик группы Combichrist.
Играл в таких группах как Amen, Mortiis, Wednesday 13, Genitorturers, Hanzel und Gretyl, Imperative Reaction и Emigrate. Известен своим очень выразительным и привлекательным стилем игры на барабанах. Также работает диджеем, выступал со своим сетом на разогреве у группы Rammstein.